# 市場構造
市場構造（しじょうこうぞう、英: market structure）とは、経済学用語の一つ。これは市場において存在する経済学的に重要であるとされる要因を統合した概念のことをいう。ここで要因とされる事柄としては、生産や販売や出荷などといった市場の集中の度合いを示すことになるような事柄である。